# 아르누완다 2세
아르누완다 2세는 히타이트 제국의 왕(제위 기원전 1323~1322)이었다. 그는 그의 아버지 수필룰리우마 1세를 계승하였는데 그는 가나안 원정에서 히타이트 심장부로 데리고 온 이집트 포로의 전염병에 굴복하였다.
후에 히타이트 문서는 아르누완다 역시 이 병을 앓았다고 폭로하였다.
그의 어린 동생 무르실리는 카스카와 아르자와에 대해 진행 중인 하티의 전투에서 그를 도왔다.
그러한 사건에서 형제들은 카르키아에 편지를 썼는데 그들이 세하 강의 마나파-타룬타에 도피처를 제공하였다. 그는 순간적으로 추방되었다. 결과적으로 그는 세하 강에 지도자로 돌아갈 수 있었다.
아르누완다는 결과적으로 전염병으로 사망하고 그의 형제 무르실리 2세가 계승하였다.
한편 아르누완다 2세는 수필룰리우마에 의해 오랫동안 가르침을 받아 후계자가 되었고 하티의 적들로부터 존경을 받았다. 무르실리는 히타이트 기록에 따르면 예상치 못한 즉위시에 상대적으로 젊었고 경험이 부족하였다.